# Rocío Toscano
Rocío Nicole Toscano Queipul (Buenos Aires, 29 de noviembre de 1993) es una actriz de televisión chilena-argentina.

## Biografía
Nació en Buenos Aires, Argentina, el 29 de noviembre de 1993. Tiene un hermano, su nombre, Nicolás Toscano. Su padre es argentino (radicado hace muchos años en Estados Unidos) y su madre chilena. Sus padres se separaron cuando ella tenía alrededor de 5 años. De niña se interesó por la actuación, el baile y la música, a los dos años asistió a su primer casting en Buenos Aires, Argentina.  Cuando tenía 5 años de edad, se mudó con su madre y su hermano, desde Buenos Aires a vivir a la ciudad de Osorno, en Chile, donde estudió en el colegio Blas Pascal en sus primeros años de primaria. En la época dorada del Axe en Chile (2000-2001), participó de un grupo de Baile Axe, con las que hizo varias presentaciones en distintos eventos. El año 2003 se vuelve a vivir a Argentina con su madre y hermano. El año 2004 se mudan al sur de Argentina, específicamente a la ciudad de Bariloche, en la provincia de Río Negro de dicho país. Estando en esa ciudad, estudió comedia musical, tomaba clases de baile y guitarra. En el año 2007, Rocio tuvo la oportunidad de participar como extra en la novela brasilera, 7 Pecados, también transmitida en Chile por Canal 13, producción de la cadena TVGlobo en donde compartió con los protagonistas Reynaldo Gianecchini, Priscila Fantin y Giovanna Antonelli, lo cual se convirtió en su primera vez en una producción de televisión.
Posteriormente el año 2009, cuando tenía algo así como 15 años, se trasladó a Osorno, al sur de Chile, donde vivió hasta el 2010. De ahí, el año 2011 se cambia a la ciudad de Santiago, la capital de Chile, para comenzar su  incursión en producciones televisivas. Su primer casting lo realizó en Mega y fue seleccionada en su primer rol como protagonista para un corto que se transmitía durante el matinal Mucho Gusto de ese mismo canal, donde representaba a una colegiala que sufría de grooming, personaje que era acosada por un pederasta que conoció a través de Internet, el cual se hacía pasar por un chico de su misma edad.
Rocío dejó el colegio cuando iba en primero medio, ya que quería dedicarse a la actuación. Nunca tomó estudios propios de actuación. Empezó haciendo castings donde obtuvo papeles menores, que encontraba por internet.
Fue parte de la productora chilena vía internet Woki Toki en su época de oro. En 2014 fue selccionada para la séptima temporada de la serie Los 80. Posteriormente obtendría papeles en diversas telenovelas, destacando los personajes de Margarita Galvez joven en Amanda y Roxana "Roxy" Núñez en Verdades ocultas, ambas emitidas por Mega.
En octubre de 2019 fue internada de urgencia debido a que sufrió un embarazo ectópico que la tuvo en riesgo vital.
Se sabe que a fines del 2020 viajó a Estados Unidos, a pasar su embarazo en el estado de Colorado, ya que es allí donde residen sus padres actualmente. El 14 de febrero de 2021 nacen sus hijos Alma y Luca en Estados Unidos. A fines del 2021 vuelve a Chile, con algunos proyectos de TV, los cuales rechazó por irse a vivir al sur, específicamente al campo para criar ahí a sus mellizos.  La actriz no volvió a la capital y optó por una vida en el Sur de Chile.
Actualmente Rocio Toscano se encuentra radicada en el sur de Chile abocada a la crianza de sus hijos, se sabe que no tiene relación con el padre de ellos. Como muchos actores y por su embarazo y crianza de sus hijos Alma y Luca, se encuentra trabajando con su red social de Instagram para distintas marcas con representación en el país. 
Rocío Toscano, reconocida actriz, decidió regresar a Santiago de Chile en 2023, tal como lo anunció a través de su cuenta de Instagram. Antes de su retorno a la capital, Rocío había estado viviendo en las afueras de Osorno tras su regreso de Estados Unidos, donde nacieron sus hijos Alma y Luca. Durante su estancia en Colorado, Estados Unidos, Rocío enfrentó desafíos personales, incluida su separación del padre de sus hijos en mayo de 2021, lo que la llevó a criar a sus hijos sola en dicho país. A pesar de los retos, Rocío ha compartido en redes sociales cómo se ha sentido con sus hijos durante sus primeros días en Santiago y ha hablado abiertamente sobre la crianza de sus mellizos. La decisión de regresar a Santiago en 2023 estuvo influenciada por diversos proyectos profesionales, entre los que destaca su participación como protagonista en "El Crimen del Profesor", un programa dirigido por Carlos Pinto.
Basado en la información recopilada de los medios digitales, se puede decir lo siguiente sobre la personalidad que Rocío Toscano es una actriz que no teme expresar su opinión y defenderse de las críticas. En enero de 2021, Rocío arremetió contra medios digitales al encontrar información falsa sobre su situación actual publicada en varias notas. Además, ha defendido su imagen y cuerpo de burlas en redes sociales, mostrando una postura firme y segura de sí misma. En noviembre de 2018, Rocío, quien interpreta a Roxy en la teleserie Verdades ocultas, apuntó a los medios de comunicación y desarmó a sus críticos al demostrar su punto de vista. 
Estos eventos reflejan a Rocío como una mujer fuerte, decidida y dispuesta a enfrentar y aclarar situaciones adversas en los medios de comunicación. Su personalidad resalta por su autenticidad y valentía al abordar temas delicados en el ojo público. 
Rocío Toscano es una artista talentosa que ha logrado destacarse en el mundo de la actuación en Chile. A pesar de los desafíos personales y mediáticos, ha mostrado fortaleza y determinación en su carrera y vida personal.
Rocío Toscano es reconocida por su participación en teleseries como Veinteañero a los 40, Amanda y Verdades ocultas, así como en series como Los 80. Desde muy joven, ha participado en castings y talleres de teatro y comedia musical, lo que demuestra su formación y experiencia en el ámbito actoral.
Ha demostrado ser una actriz versátil, capaz de adaptarse a diferentes roles y géneros televisivos. Su regreso a la actuación en 2023, después de un tiempo alejada de la pantalla, es una muestra de su capacidad para retomar su carrera y enfrentar nuevos desafíos.
No solamente se destaca en la actuación, sino que también ha mostrado interés en actividades de aventura. Se ha observado que participó en canopy, una actividad que requiere valentía y destreza física.
A través de sus redes sociales, Rocío ha establecido una comunicación directa con sus seguidores, compartiendo aspectos de su vida personal y profesional. Esta habilidad para conectarse con el público es esencial para cualquier artista en la era digital.
En resumen, es una artista multifacética con habilidades en actuación, deportes de aventura y comunicación. Su trayectoria y experiencia en diferentes ámbitos del entretenimiento la destacan como una de las actrices más versátiles de su generación.

## Filmografía

### Telenovelas
| Telenovelas | Telenovelas          | Telenovelas              | Telenovelas |
| Año         | Título               | Personaje                | Canal       |
| ----------- | -------------------- | ------------------------ | ----------- |
| 2014        | Pituca sin lucas     | Escolar                  | Mega        |
| 2015        | Matriarcas           | Sofía Ovando             | TVN         |
| 2016        | Veinteañero a los 40 | Cyntia Espinoza          | Canal 13    |
| 2016-2017   | Amanda               | Margarita Galvez (joven) | Mega        |
| 2017-2019   | Verdades ocultas     | Roxana Núñez             | Mega        |

### Series y unitarios
| Año  | Título                                 | Personaje     | Canal    |
| ---- | -------------------------------------- | ------------- | -------- |
| 2014 | Los 80                                 | Ximena        | Canal 13 |
| 2017 | Irreversible                           | Magdalena     | Canal 13 |
| 2018 | La cacería: las niñas de Alto Hospicio | Valeria Ávila | Mega     |
| 2019 | Casa de Angelis                        | Lucía         | TVN      |
| 2023 | Alma Negra                             | Julieta Salas | TVN      |